# Boeing E-6 Mercury
Boeing E-6 Mercury — самолёт управления и связи, разработанный американской компанией Боинг (Boeing) на базе пассажирского самолёта Boeing 707-320. Он предназначен для обеспечения резервной системы  связи с атомными подводными лодками с баллистическими ракетами (ПЛАРБ) ВМС США, а также используется как воздушный командный пост объединённого стратегического командования ВС США (USSTRATCOM). Эти самолеты получили специальное оборудование связи, позволявшее им принимать сигналы управления от вышестоящих штабов и передавать их подлодкам-ракетоносцам, находящимся на боевом дежурстве. Такая система передачи информации и боевых приказов получила название TACAMO (Take Charge And Move Out – «Принять командование и улететь»). E-6 заменил в ВМС США самолёты EC-130Q в 1989 году.
Модернизированные E-6B, развернутые в октябре 1998 года, имеют возможность дистанционного управления МБР Minuteman с помощью бортовой системы управления запуском. E-6B заменили EC-135C в роли воздушно-командного пункта с кодовым названием «Зеркало» (Operation Looking Glass), обеспечивая командование и управление ядерными силами США в случае выхода из строя наземного управления. Производство E-6 продолжалось до 1991 года, и он стал последней современной производной от Boeing 707, которая была построена.

## Разработка и конструкция

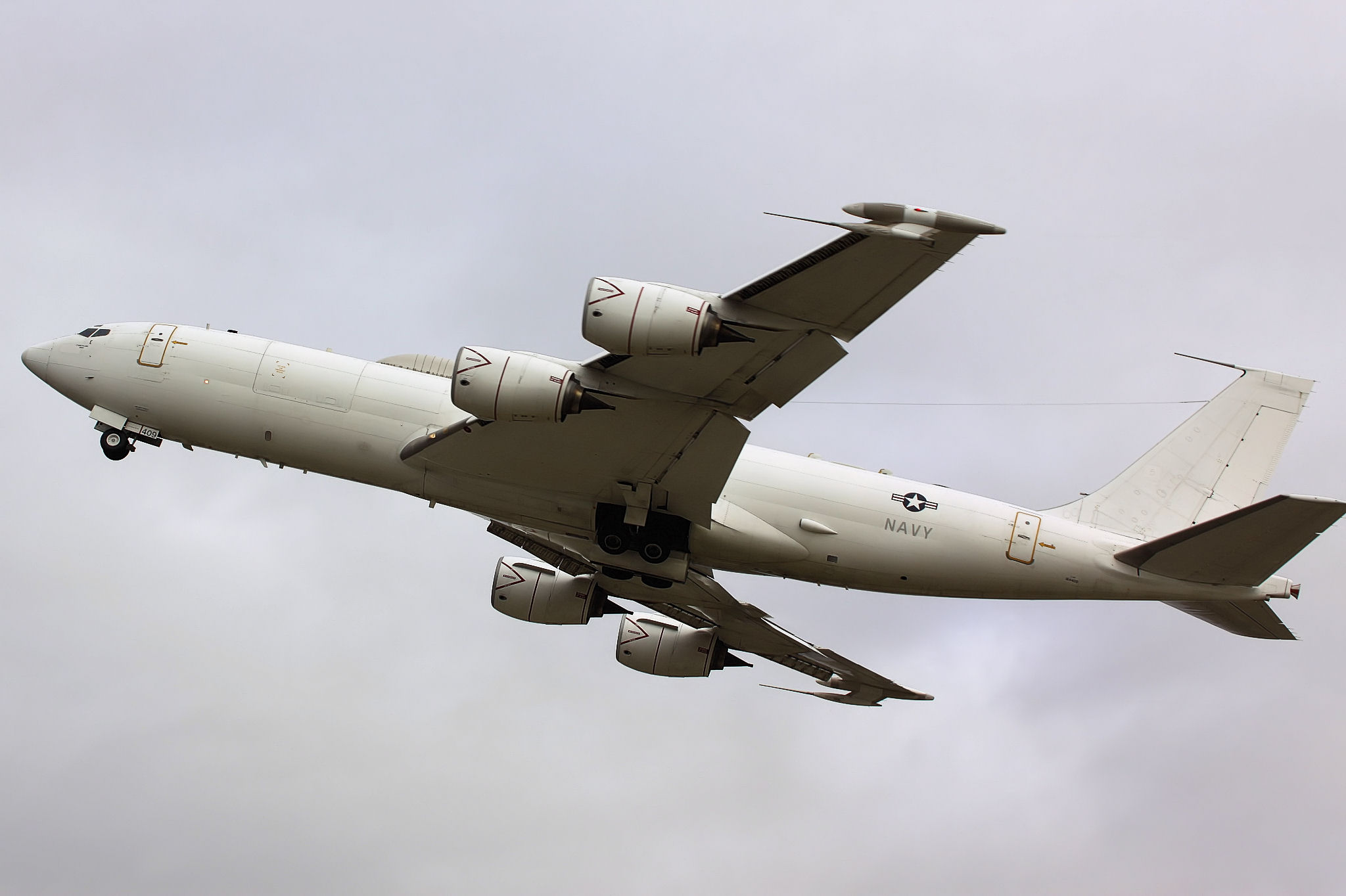
E6B Mercury взлетает с авиабазы Милденхолл в 2010 году

Как и самолет дальнего радиолокационного обнаружения и управления E-3 Sentry , E-6 создан на основе авиалайнера Boeing 707-320. Выпущенный на заводе Boeing в Рентоне в декабре 1986 года, первый E-6 совершил свой первый полет в феврале 1987 года, после того когда его перевезли на близлежащий завод Boeing в южном Сиэтле для установки авионики. Он был передан ВМС США для испытаний в июле 1988 года.
Уже в середине девяностых было принято решение о модернизации существующего парка самолетов E-6A. Планировалось заменить часть авионики современными образцами, а также установить новую целевую аппаратуру. Доработанный комплекс связи должен был расширить круг решаемых задач – с ним самолеты смогли бы управлять не только подводной компонентой СЯС, но и сухопутными ракетными комплексами. Модернизированный E-6A получил название E-6B. В ходе работ по этому проекту, начавшихся в 1997 году, самолеты получили обновленную кабину на основе агрегатов Boeing 737 Next Generation. Также устанавливалась современная на тот момент цифровая система навигации и управления, что значительно улучшило ситуационную осведомленность пилотов и значительно сэкономило средства на техническую эксплуатацию воздушного судна. Также была предусмотрена установка бортового радиолокатора для отслеживания метеорологической обстановки и навигации. Первый E-6B был принят на вооружение в декабре 1997 года. Все 16 самолетов E-6A были модифицированы до стандарта E-6B, а окончательная поставка модернизированных  самолётов состоялась в декабре 2006 года.
E-6 Mercury построен на базе Boeing 707-320 и представляет собой самолет нормальной схемы с низкорасположенным стреловидным крылом, под которым находятся четыре гондолы с турбореактивными двигателями. Длина самолета достигает 46,6 метра при размахе крыла 45,16 метров. Максимальная взлетная масса – более 155 тонн. Четыре двигателя CFM International CFM56-2A-2 обеспечивают максимальную скорость до 980 км/ч и крейсерскую 845 км/ч. Практический потолок – 12 км. Максимальная дальность полета на одной заправке топливом превышает 12 тысяч километров. Имеется система дозаправки в воздухе от самолета-танкера с телескопической штангой. С последовательными дозаправками самолет может оставаться в воздухе до 72 часов.
Комплекс специализированного оборудования связи и управления самолёта включает в себя:
- автоматизированный комплекс управления пусками МБР
- бортовой многоканальный терминал спутниковой системы связи MILSTAR
- комплекс сверхдлинноволнового диапазона повышенной мощности для связи с ПЛАРБ, включая буксируемые в полете антенны длиной 7925 метров 1219 метров.
- автоматизированная система управления и связи УКВ-диапазона
- 3 радиостанции метрового и дециметрового диапазона
- 3 радиостанции УКВ-диапазона
- 5 радиостанций КВ-диапазона
- приёмная аппаратура слежения в чрезвычайных обстоятельствах

## История службы

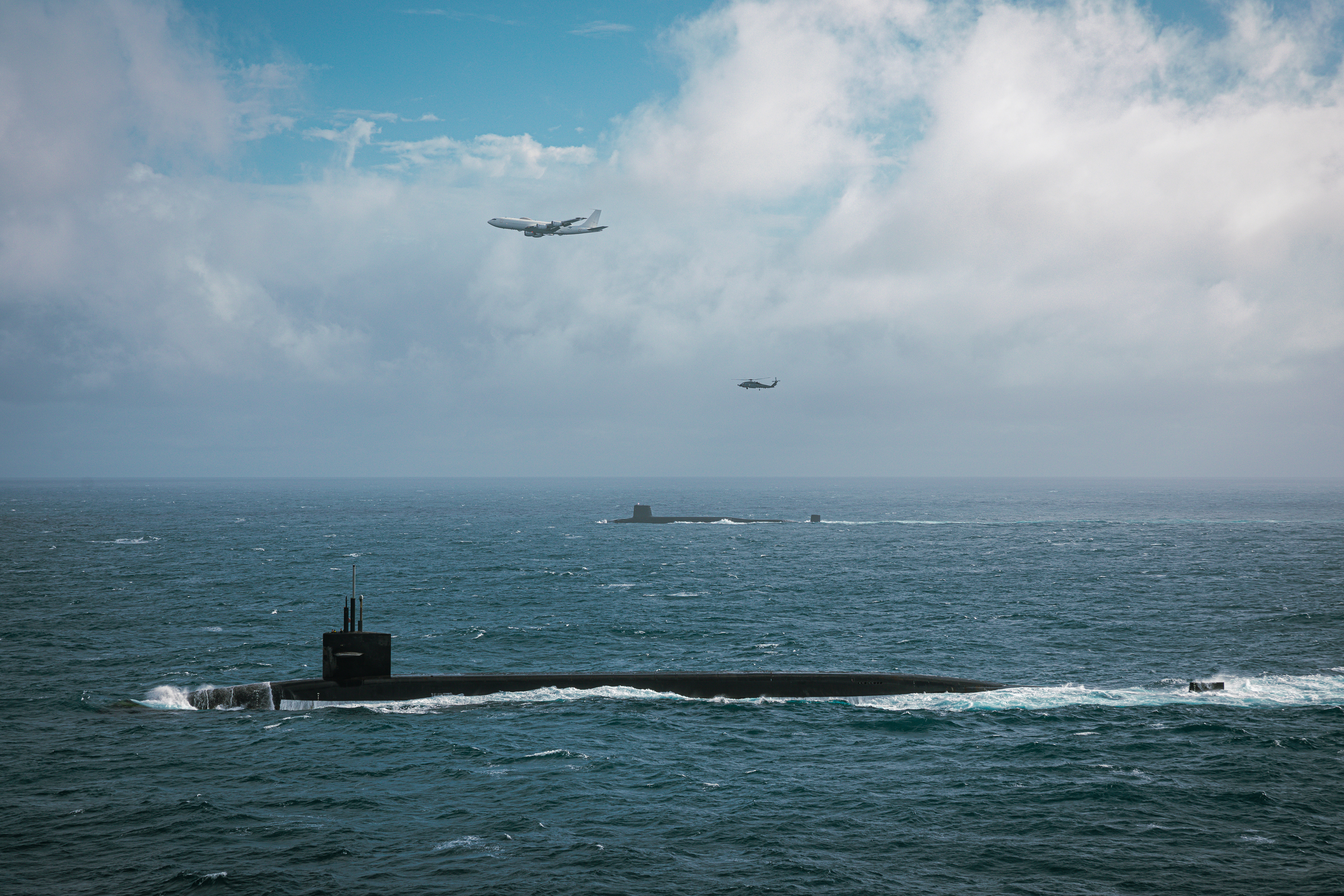
E-6B Mercury и ПЛАРБ USS Tennessee (SSBN-734) типа «Огайо» (на переднем плане) в декабре 2022 года.

Фактически E-6B задействуют в том случае, если Глобальный операционный командный пункт (ГОКП) Стратегического командования Вооруженных сил США (USSTRATCOM), расположенный на авиабазе Оффатт в Небраске будет уничтожен или не сможет держать связь со стратегическими силами. Кодовое название воздушно-командного пункта «Зеркало», ведь он отражает способности Глобального операционного командного пункта контролировать ядерные силы США. 
E-6A, первоначально называвшийся Hermes, поступил на вооружение 3-й эскадрильи воздушной разведки флота (VQ-3 — Fleet Air Reconnaissance Squadron 3 (United States Navy))  в августе 1989 года. Следующим подразделением стала 4-я эскадрилья воздушной разведки флота (VQ-4 — Fleet Air Reconnaissance Squadron 4 (United States Navy)), получившая свои первые E-6A в январе 1991 года, что позволило в июне 1991 года вывести из эксплуатации устаревшие к тому моменту самолёты EC-130Q (специализированная разведывательная версия Lockheed C-130 Hercules). Осенью 1991 года по просьбе Командования ВМС E-6A был переименован в Mercury. В общей сложности в период с 1988 по 1992 год флоту было поставлено шестнадцать самолетов E-6A. 
Все самолёты E-6 базируются на авиабазе Тинкер (Tinker Air Force Base), штат Оклахома, и эксплуатируются 3-й, 4-й и 7-й эскадрильями воздушной разведки флота (VQ-3, VQ-4, VQ-7). Все три эскадрильи организационно объединены в 1-е крыло стратегических коммуникаций (Strategic Communications Wing One). 
В 2021 году один из самолетов E-3D Sentry, находившихся на вооружении Королевских ВВС Великобритании, был приобретен ВМС США  для переоборудования в специализированный учебный самолет E-6. Это было сделано с целью продления срока службы действующего парка за счет снижения необходимости использования E-6 для учебных миссий. 
В 2015 году командования как ВВС так и ВМС поняли, что им нужны новые самолеты для обслуживания миссий выполняемых самолётами E-4  и E-6. В какой-то момент ими рассматривалась возможность строительства одного самолета для замены обоих самолетов, но к 2020 году ВМС решили пойти своим путем и разработать самолет специально для миссии TACAMO (Take Charge And Move Out – «Принять командование и улететь») в рамках программы E-XX TACAMO. В ВВС же независимо  занимались заменой E-4 в рамках программы Survivable Airborne Operations Center (SNC E-4C Survivable Airborne Operations Center). 
ВМС выбрали вариант Lockheed EC-130J, а именно версию, который создана на основе удлиненного C-130J-30. Первоначальные заказы были размещены в конце 2020 года, а полноценная разработка началась в 2022 году. Поставка первого самолета ожидается в 2026 финансовом году. ВМС ожидают, что E-6 будет выполнять роль стратегического самолёта для передачи информации и боевых приказов до 2030-х годов, когда Lockheed EC-130J будет принят на вооружение. 

## Модификации
E-6A - первоначальный вариант, построено в 1989-1992 гг. 16 единиц.
E-6B - модернизация в 1997-2003 годы, модернизированы 16 единиц.

## Технические характеристики (E-6B)
Технические характеристики
- Экипаж: 5 чел. лётного состава и 17 операторов
- Длина: 46,61 м
- Размах крыла: 45,16 м
- Высота: 12,93 м
- Площадь крыла: 283 м²
- Масса пустого: 78378 кг
- Максимальная взлётная масса: 155128 кг
- Силовая установка: 4 × ТРДД CFM56-2A-2
- Тяга: 4 × 10900 кгс

Лётные характеристики
- Максимальная скорость: 981 км/ч
- Крейсерская скорость: 842 км/ч
- Практическая дальность: 11760 км
- Практический потолок: 12800 м